# Nianchba
Nianchba (auch Ni-anch-ba) war ein altägyptischer Beamter in der 6. Dynastie, der als Wesir amtierte.

## Zur Person
Nianchba ist bisher nur von der Grabkammer seiner Mastaba bekannt, in der vor allem er die Wesirstitel, aber auch die Rangtitel „Mitglied der Elite“ oder „Einziger Freund“ trägt. Seine Datierung ist unsicher. Er mag ganz an das Ende der 5. Dynastie, oder in die 6. Dynastie gehören.
Der Name Nianchba gab Anlass zur Vermutung, dass der Name sich auf König Ba bezieht und dessen Verehrung im späten Alten Reich bezeugt. Als Nianchba verstarb, erlosch der Totenkult um den Herrscher, was darauf hinweisen mag, dass König Ba selbst nur sehr kurze Zeit regierte.
Über die Herkunft, Familie oder nähere Lebensumstände von Nianchba ist wenig bekannt, obwohl sich in seinem Grab zahlreiche Artefakte und Reliefs mit Inschriften fanden; darunter für die 6. Dynastie typische Totenmahl-Szenen. Daneben fand man Reste von Wandreliefs, auf denen der Name des Königs genannt wird.

## Das Grab
Seine Mastaba befindet sich in West-Sakkara, nahe der Unas-Pyramide und dem Grab des Nebkauhor. Sie ist stark beschädigt, aber vollständig erforscht. In ihrer Nähe befindet sich die Mastaba des Nianchnebka. An der Ostseite befindet sich ein Saal oder Hof mit 16 Pfeilern. Westlich davon schließen sich die Kulträume an. Die Mastaba zeigt heute keine Dekoration und scheint nie dekoriert gewesen zu sein. Im Hof befindet sich der Eingang zur Grabkammer, die bemalt ist, wobei die Malereien nicht sehr gut erhalten sind. Hier finden sich die Titel von Nianchba. Die Malereien zeigen ansonsten vor allem Grabbeigaben.